# Simfy
Die Simfy AG war ein deutscher Online-Musikdienst, über den man Musik online anhören konnte. Das Hören von Musik war über Desktop-Anwendungen für Apple macOS und Windows, den Simfy-Music-Player, die firmeneigene Webseite sowie über iOS- und Android-Geräte möglich. Simfy-Free-Nutzer konnten den Dienst nur mit diversen Einschränkungen nutzen, einen werbefinanzierten Bereich bot das Unternehmen nicht an. Mit einem Premium-Account konnte Musik ohne Einschränkungen und werbefrei gehört werden.
Die Lieder stammten von Sony Music und Universal Music sowie weiteren Indie-Labels und kleineren Plattenfirmen. Warner Music hatte Simfy im Februar 2015 die Streamingrechte entzogen. Über Gründe dieser Einschränkung gibt es keine Informationen. Zeitweise bot Simfy mehr als 20 Millionen Musiktitel an.
Ab 2010 wurden auch Angebote für die Schweiz, Österreich und Belgien erstellt.
Die Firma wurde Ende April 2015 liquidiert.

## Geschichte
Simfy wurde als eine Suchmaschine für günstige Downloads gegründet und in mehreren Schritten in eine Plattform umgewandelt, die das Streamen und herunterladen von Musik ermöglichte.
Seit Anfang Oktober 2010 kooperierte Simfy auch mit dem Radioportal Last.fm, so dass die Nutzer die Möglichkeit hatten, das Musikportfolio beider Anbieter zu kombinieren und die bei Simfy gehörten Titel im Nutzerprofil bei last.fm zu speichern.
Im Oktober 2010 wurde bekanntgegeben, dass Simfy mit dem Konkurrenten Steereo fusionieren werde. Dabei gehe Steereo in Simfy auf. Dies geschehe, da die Verhandlungen mit Rechteverwertern wie der GEMA sehr zeit- und kostenaufwendig seien.
Am 29. November 2010 wurde bekanntgegeben, dass Simfy mit den VZ-Netzwerken (meinVZ, schülerVZ, studiVZ) kooperieren werde. Diese Kooperation beinhaltete einen Schüler- und Studententarif, in dem Simfy Premium günstiger genutzt werden konnte.
Ab Anfang 2011 konnte dann jeder Simfy-Nutzer den Simfy-Player kostenlos nutzen. Im September 2011 wurde die Nutzung auf 20 Stunden/Account pro Monat limitiert. Dabei wurde Werbung in Form von Bannern und Werbespots eingeblendet. Premium-Nutzer konnten die Einschränkungen aufheben. Für PremiumPLUS-Nutzer standen zusätzlich zum Simfy-Player auch Apps für Apple iOS, Blackberry OS und Android ohne Einschränkungen zur Verfügung. PremiumPlus-Nutzer konnten Playlisten auch offline auf mobile Geräte oder dem Simfy-Player speichern. Die kostenlose Nutzung war später schrittweise eingeschränkt worden.
Zum ersten Geburtstag meldete Simfy über eine Million registrierte Nutzer und eine monatliche Wachstumsrate im zweistelligen Prozentbereich. Weiterhin erhielt das Unternehmen eine Finanzierungsspritze in Höhe von zehn Millionen Euro.
Ende April 2013 wurde die Firmenzentrale von Köln nach Berlin verlegt. Im Mai 2013 gab das Unternehmen bekannt, sich zukünftig auf den deutschen Markt zu konzentrieren. Die gesamte Finanzierung sollte mittlerweile rund 30 Millionen Euro betragen.
Im Juli 2013 verließ mit Gerrit Schumann der dritte Gründer das Unternehmen. Alexander Herbst, der seit 2012 Finanzvorstand (CFO) des Unternehmens war, wurde neuer alleiniger Vorstand (CEO). In den Monaten zuvor hatte Simfy Marktanteile an die – meist internationale – Konkurrenz verloren.
Am 1. Mai 2015 wurde das Angebot von Simfy geändert. Laut Website war nur noch eine eingeschränkte Anzahl von Songs abrufbar, de facto wurde das Angebot eingestellt. Die Firma wurde laut Bundesanzeiger ab Ende April 2015 liquidiert.
Seit Mitte Januar 2016 ist auch die Website von Simfy nicht mehr erreichbar.

## Kosten
Das Premium-Angebot ohne Einschränkungen kostete 4,99 Euro pro Monat, der PremiumPlus-Account, der zusätzlich das On- und Offlinehören von Musik über Apps ermöglicht, kostete 9,99 Euro pro Monat.
Einige Zeit wurden auch für sechs bzw. zwölf Monate vorausbezahlte Premium-Accounts angeboten, die eine Ersparnis von jeweils ca. 5 bis 10 % gegenüber der Monatsgebühr ermöglichten. Ein 12-monatiger Premium-Account belief sich z. B. auf 49,99 Euro pro Jahr, was rechnerisch 4,17 Euro pro Monat entsprach.

## Web Services
Nutzer hatten bei Simfy die Möglichkeit, ihre Simfy-Accounts mit ihren Facebook- oder Twitter-Profilen zu verknüpfen, um dort Lieder oder Alben zu empfehlen. Zudem war es möglich, die Informationen über gehörte Stücke zu Last.fm zu übertragen und dort zu „scrobbeln“.

## Simfy live
Neben dem Streaming-Angebot bot Simfy mit simfy live einen Katalog von Konzertmitschnitten an. Die Konzertmitschnitte konnten als USB-Sticks („Concert Sticks“) und als Download erworben werden.